# Битва при Шире
Битва при Шире (итал. Battaglia dello Scirè) — битва, прошедшая на северном фронте Второй итало-эфиопской войны. Она состояла из атак и контратак итальянский войск под командованием маршала Италии Пьетро Бадольо и эфиопских войск под командованием Раса Имру Хайле Селассие. Эта битва проходила в основном в районе эфиопского города Шире.

## Предпосылки
3 октября 1935 генерал Эмилио Де Боно вторгся в Эфиопию из Эритреи без объявления войны. Де Боно имел в составе своего войска около 100,000 итальянских и 25 000 эритрейских солдат для вторжения в Аддис-Абебу. В декабре, после короткого периода бездействия и незначительных неудач итальянцев, Де Боно был заменён Бадольо.
Император Хайле Селассие в конце года начал Рождественское наступление, после чего инициатива, на короткое время, перешла к эфиопам.

## Подготовка
В начале января 1936 эфиопские войска регулярно следили за итальянскими позициями и совершали нападения на них. Бенито Муссолини с нетерпением ждал наступления итальянских войск. В ответ на призывы к наступлению Бадольо отправил Муссолини телеграмму, которая гласила, что его правилом была тщательная подготовка, после которой он мог быть быстрым в действии. В середине января он возобновил наступление на Аддис-Абебу. Бадольо быстро сокрушил плохо вооружённых и несогласованных эфиопских солдат, используя горчичный газ, танки и тяжёлую артиллерию.
Эфиопы разделились на три группы: в центре около Абий Адди и вдоль реки Белес в Тембиене располагалась армия Раса Кассы Хайле Дарге, примерно, в 40,000 человек и Раса Сейюма Мангаша, примерно, в 30 000 человек. Справа располагалась армия Раса Мулугета Йеггази, примерно, в 80,000 человек на горе Амба-Арадом. Слева располагалась армия Раса Имру Хайле Селассие, примерно, в 40,000 человек в районе городов Селех Леха и Шире.

Итальянское наступление в 1936

В распоряжении Бадольо было пять армейских корпусов. Справа располагались IV и II итальянские корпуса, стоящие перед Расом Имру в Шире. В центре располагался эритрейский корпус, стоящий перед Расом Кассой и Расом Сейюмом в Тембиене. Слева располагались I и III итальянские корпуса, встретившие на горе Амба-Арадом Раса Мулугету.
Первоначально Бадольо считал уничтожение армии Раса Мулугеты своим главным приоритетом. Ему нужно было вытеснить Мулугету, чтобы продолжить своё наступление на Аддис-Абебу. Но силы Раса Кассы и Раса Сейюма в Тембиене могли отрезать снабжение I и III итальянскому корпусу, из-за чего Бадольо решил разобраться сначала с ними.
С 20 по 24 января велась Первая битва за Тембьене. По итогам битвы эфиопы не были сокрушены, но угроза для I и III итальянских корпусов была нейтрализована.
С 10 по 19 февраля велась битва при Амба-Арадам. Результатом этой битвы стала решающая итальянская победа и уничтожение армии Рас Мулугета.
С 27 по 29 февраля состоялась Вторая битва при Тембьене. Результатом этой битвы стала решающая победа Италии и уничтожение армий Раса Кассы и Раса Сейюма.

## Битва

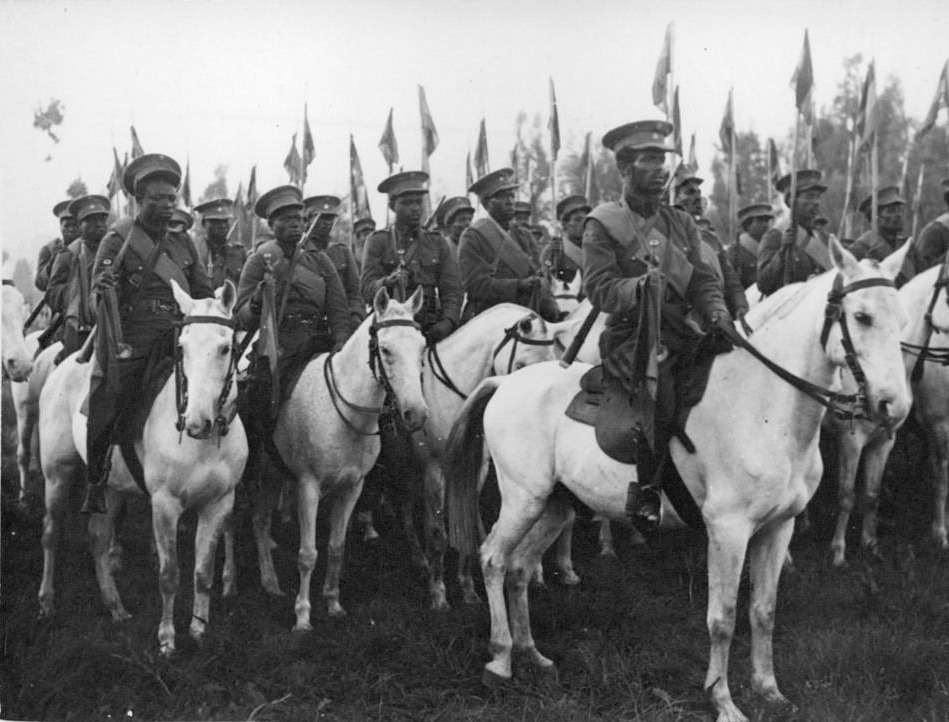
Эфиопские солдаты 1936

Рас Имру мало что знал о сражениях, происходящих на его западе. Сообщения, передаваемые через Гондэр, доходили до него в среднем одиннадцать дней. 29 февраля началась битва при Шире. После поражения Раса Кассы и Раса Сейума Рас Имру уже решил самостоятельно уйти и избежать попадания в западню.
II корпус двинулся на юг от Аксума, преследуя отступающего Рас Имру. В то же время IV корпус двинулся на юг от эритрейской границы к левому флангу отряда Раса Имру. Земля, пройденная обеими силами, была очень грубой и очень негостеприимной, с небольшим количеством дорог. В какой-то момент II корпус был неожиданно атакован, в то время как его части были натянуты вдоль одной дороги. Они были вынуждены сражаться старомодным построением Каре, так что эфиопы отступили только после использования тяжёлой артиллерии и Королевских ВВС Италии (Regia Aeronautica Italia). После этого итальянцы заняли оборонительные позиции, что вызвало раздражение у Бадольо.

Карта битвы

2 марта наступление II корпуса продолжилось, но было остановлено в тот же день, после нахождения арьергарда Раса Имру. Итальянская артиллерия и ВВС были готовы к атаке, но на следующее утро эфиопы исчезли. Ни IV, ни II корпусам не удалось догнать отступающих и, по факту, битва завершилась присоединением Имру к Хайле Селассие.
Армия Имре вышла с поля битвы относительно нетронутой. В Шире на каждого одного итальянца приходилось 4 эфиопа. Хотя это были крупные потери, они были не так велики, как 10 эфиопов на одного итальянца в других местах на северном фронте.

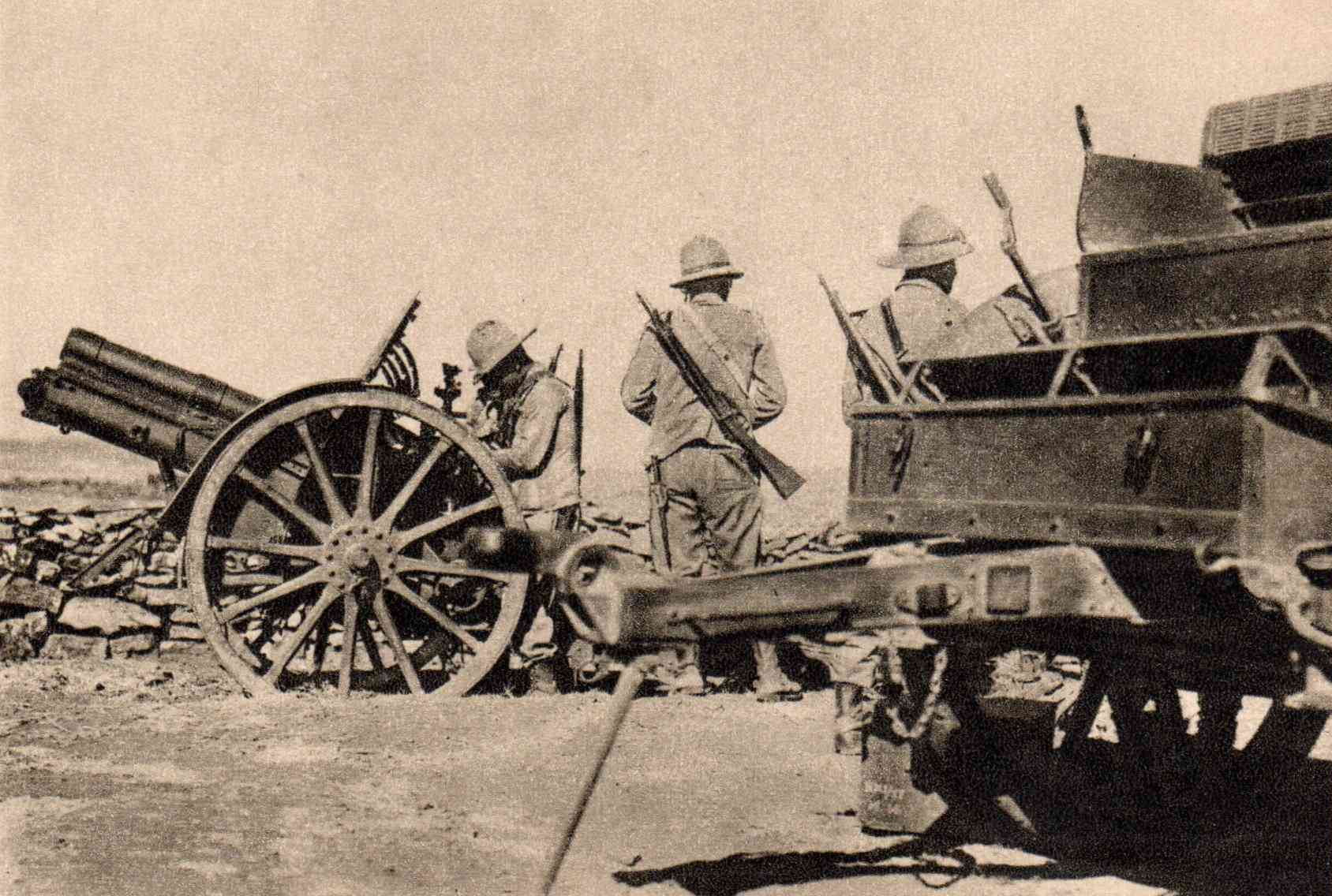
Итальянская артиллерия в Эфиопии в 1936 году

### В ловушке Тэкэзе
Когда Королевской итальянской армии (Regio Esercito) не удалось настигнуть Раса Имру, Бадольо передал эту работу Королевским ВВС Италии. 3 марта и 4 марта итальянские самолёты сбросили 80 тонн взрывчатых и зажигательных бомб на армию Рас Имру, когда они пересекали реку Тэкэзе. Перейдя реку эфиопы столкнулись с дождём смертельного горчичного газа и обстреливали низколетящие истребители. Когда II корпус пересёк реку, он столкнулся с кучей разлагающихся трупов, доказывающих эффективность итальянского воздушного оружия.

## Последствия
Разгром армии Раса Имру после разгрома армий Раса Мулугета и Раса Касса позволило Бодольо вновь сосредоточить своё внимание на наступлении на Аддис-Абебу. Весь северный район был открыт и практически не защищен. За исключением армии под личным командованием Хайле Селассие, между Бадольо и столицей Эфиопии не было ничего. Из вариантов Бадольо заявил, что у Хайле Селассие есть только три пути: «У Императора есть три варианта: атаковать и быть побежденным; ждать нашей атаки, и мы все равно победим; или отступить, что губительно для армии, у которой нет средств передвижения, поставок еды и боеприпасов».
Бадольо тщательно подготовился к следующему наступлению. Была построена сеть новых дорог. Средства снабжения были сброшены на передовую. Две линии фортов были построены и укомплектованы для защиты основных линий связи. Банды Азебу Оромо была вооружены, снаряжены и организованы для патрулирования завоеванных районов. Это позволило основным силам Бадольо перебазироваться на фронт в готовности к наступлению.
Рас Имру избежал разрушительных атак Regia Aeronautica вместе с, примерно, 10 000 человек, и они продолжили своё воссоединение с войском Хайле Селассие, когда представилась такая возможность. К тому времени, как Имру достиг Дэбрэ-Маркос, его сопровождали только 300 человек его личной охраны. Его воссоединение с императором замедлялось постоянными преследованиями итальянцами, но битва при Майше уже завершилась проигрышем Хайле ещё до того, как войска Имру прибыли.

### Независимые моторизированные колонны
В дополнение к подготовке к следующему наступлению, Бадольо отправил несколько независимых моторизованных колонн, чтобы занять Гондэр, Дебарк, Сокоту и Сардо. Эти операции проводились систематически, и, поскольку оппозиции было мало, они были быстро завершены.

#### Взятие Гондэра
1 апреля колонна, во главе с Акилле Стараче захватили Гондэр, столицу провинции Бэгемдыр. Эта колонна моторизованной пехоты насчитывала от 3000 до 5000 человек и состояла из Чёрнорубашечников. Она перемещался в группе из нескольких сотен грузовиков и называлась «Восточноафриканская быстрая колонна Стараче» (Colonna Celere dell’Africa Orientale). Стараче, известный как «Человек-пантера» (L’uomo pantera), был генерал-майором в добровольческой милиции национальной безопасности (Milizia Volontaria per la Sicurezza Nazionale, или MSVN) и партийным секретарем Национальной фашистской партии (Partito Nazionale Fascista, или PNF). К 3 апреля Старачу и его люди достигли берегов озера Тана. Пограничный район с Британским Суданом был защищен, и колонна Человека-пантеры преодолела примерно 75 миль за три дня. Ходили слухи, что в армии Раса Имру было 40 000 человек, а в Дебре-Таборе — 8 000 человек. С британской помощью эти силы организовывали захват Гондэра.

#### Взятие Дебре-Табора
24 апреля два батальона из колонны Стараче, батальон черных рубашек «Муссолини» и 111-й батальон коренных жителей, неожиданно атаковали Дебре-Табор. Батальоны заняли город без сопротивления. Рас Касса и Даязмач Аялю Бирру, как сообщалось, находились в Дебре-Таборе, но Рас Касса был на самом деле за много миль, и Дежазмач Аялью Бирру ушёл, когда подошли итальянцы.